# Penamacor
Penamacor is een gemeente in het Portugese district Castelo Branco.
De gemeente heeft een totale oppervlakte van 564 km² en telde 6658 inwoners in 2001.

## Plaatsen in de gemeente
- Águas
- Aldeia de João Pires
- Aldeia do Bispo
- Aranhas
- Bemposta
- Benquerença
- Meimão
- Meimoa
- Pedrógão de São Pedro
- Penamacor
- Salvador
- Vale da Senhora da Póvoa